# Libéria a 2016. évi nyári olimpiai játékokon
Libéria a brazíliai Rio de Janeiróban megrendezett 2016. évi nyári olimpiai játékok egyik részt vevő nemzete volt. Az országot az olimpián 1 sportágban 2 sportoló képviselte, akik érmet nem szereztek.

## Atlétika
Férfi
| Versenyző       | Versenyszám | Selejtező | Selejtező | Selejtező | Előfutam | Előfutam | Előfutam | Elődöntő | Elődöntő | Elődöntő | Döntő   | Döntő    |
| Versenyző       | Versenyszám | Idő       | Hely.     | Össz.     | Idő      | Hely.    | Össz.    | Idő      | Hely.    | Össz.    | Idő     | Helyezés |
| --------------- | ----------- | --------- | --------- | --------- | -------- | -------- | -------- | -------- | -------- | -------- | ------- | -------- |
| Emmanuel Matadi | 100 m       | kiemelt   | kiemelt   | kiemelt   | 10,31    | 6.       | 43.      | kiesett  | kiesett  | kiesett  | kiesett | kiesett  |
| Emmanuel Matadi | 200 m       |           |           |           | 20,49    | 5.       | 30.**    | kiesett  | kiesett  | kiesett  | kiesett | kiesett  |

Női
| Mariam Kromah | 400 m |  |  |  | 52,79 | 5. | 36.* | kiesett | kiesett | kiesett | kiesett | kiesett |

* - egy másik versenyzővel azonos eredményt ért el

** - két másik versenyzővel azonos eredményt ért el